# PCD (アルバム)
『PCD』（ピーシーディー）は、アメリカ合衆国のガールズグループ、プッシーキャット・ドールズのデビュー・アルバムである。アメリカで2005年9月13日にA&Mレコードより発売された。
大部分はロン・フェア、タル・ハーズバーグによって制作され、その他にティンバランド、シー・ロー、ウィル・アイ・アム、リッチ・ハリソンなどが関わっている。コンテンポラリー・ポップ、ダンス、R&B、ジャズなどに影響を受けてミックスされたトラックとカバーバージョンを含む。アルバムは商業的に成功し世界中で700万枚以上を売り上げた。そして7枚のシングルを生んだ。

## 収録曲
1. "ドンチャッ!" (featuring バスタ・ライムス) (キャロウェイ、レイ、スミス) – 3:34
2. "ビープ" (featuring ウィル・アイ・アム) (アダムス、ディオガーディ、リン) – 3:48
3. "ウェイト・ア・ミニット" (featuring ティンバランド) (モズレー、ヒルソン) – 3:41
4. "スティックウィッチュー" (フラニー・ゴルディ、リヴィングストン、ロバートD.パーマー) – 3:26
5. "ボタン" (ギャレット、ジョニー、ペリー、シャージンガー) – 3:45
6. "アイ・ドント・ニード・ア・マン" (ブラウン、ハリソン、シャージンガー、ディオガルディ) – 3:39
7. "ホット・スタッフ(アイ・ウォント・ユー・バック)" (ピーター、フォルターメイヤー、キース・フォーシー、ファーヒー) – 3:46
8. "ハウ・メニー・タイムハウ・メニー・ライズ " (ウォーレン) – 3:55
9. "バイト・ザ・ダスト" (ヒルソン、クワミ) – 3:32
10. "ライト・ナウ" (マン、シグマン) – 2:27
11. "テインテッド・ラヴ"/"ホエア・ディド・アワ・ラヴ・ゴー" (コッブ/ホーランド＝ドジャー＝ホーランド) – 3:25
12. "フィーリン・グッド" (ニューリー、ブリカス) – 4:19

### インターナショナル・ボーナス・トラック
1. "スウェイ" (パブロ・ベルトラン・ルイス、ギンベル) – 3:12
2. "フラート" (シャージンガー、ディオガーディ、ウェルズ) – 2:56
3. "ウィ・ウェント・アズ・ファー・アズ・ウィ・フェルト・ライク・ゴーイング" (ボブ・クルー、ケニー・ノラン) - 3:50

### ウォルマート・ボーナス・トラック
1. "ボタン" (featuring スヌープ・ドッグ) – 3:52
2. "ウェイト・ア・ミニット" (リングトーン) – 0:30
3. "ヒー・オールウェイズ・アンサーズ" (リングバッグ・トーン) – 0:40
4. "ヴァイブレイト・オフ・ザ・テーブル" (リングトーン) – 0:39
5. "ファンキー・ファン・メッセージ" (ヴォイスメール ID) – 0:19
6. "ボタン" (ライブ・ビデオ)
7. PCD cell phone computer wallpaper

### ツアー・エディション・ボーナス・トラック
1. "スウェイ" – 3:12
2. "フラート" – 2:56
3. "スティックウィッチュー" (Urban Mix) (featuring アヴァーント) – 3:18
4. "ボタン" (ファイナル・エディット) (featuring スヌープ・ドッグ) – 3:52
5. "ドンチャッ!" (モーラ・ブーティ・ミックス) (featuring バスタ・ライムス) – 4:48
6. "ホット・スタッフ(アイ・ウォント・ユー・バック)" (リミックス) – 4:36
7. "ヒー・オールウェイズ・アンサーズ" (リングバッグ・トーン) – 0:40
8. "ヴァイブレイト・オフ・ザ・テーブル" (リングトーン) – 0:39
9. "ファンキー・ファン・メッセージ" (ヴォイスメール ID) – 0:19
10. "PCD" (テキスト・アラート) – 0:06